# Gino Stacchini
Gino Stacchini (San Mauro Pascoli, 18 febbraio 1938) è un ex calciatore e allenatore di calcio italiano, di ruolo centrocampista o attaccante.

## Biografia
Negli anni 1960 la cronaca rosa si occupò di lui per la relazione, durata otto anni, con Raffaella Carrà, incontrata a Roma, durante il servizio militare. Ha una figlia, Sabina, avuta dalla moglie Lora, morta dopo quarant'anni di matrimonio a causa di una malattia fulminante.

## Caratteristiche tecniche

### Giocatore
Era una guizzante ala ambidestra, dotato di buon dribbling e ottima velocità. Era solito scendere su tutta la fascia per arrivare al fondo e crossare alto al centro per il compagno John Charles.

## Carriera

### Giocatore

#### Club

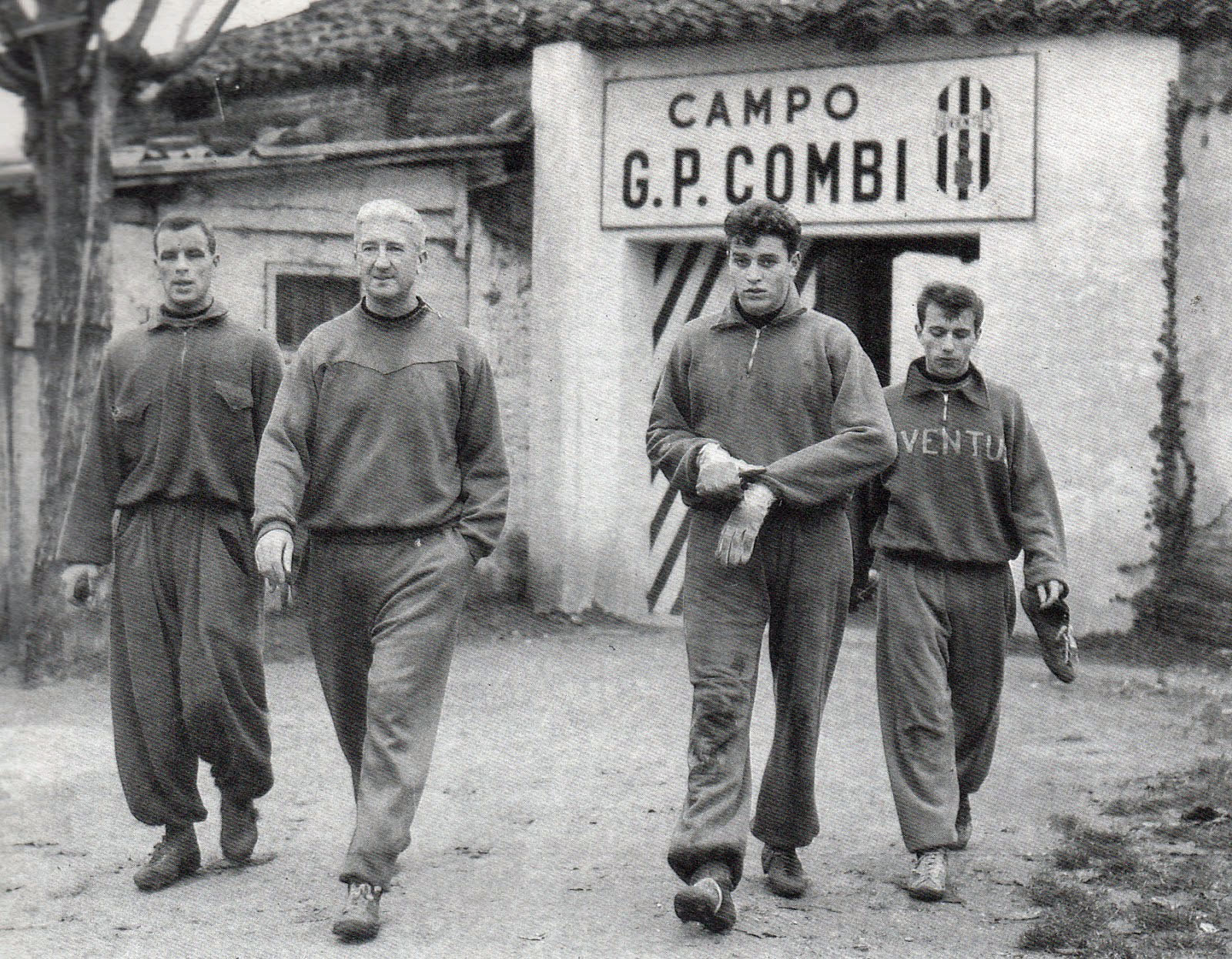
Stacchini nella stagione 1957-1958, quella della sua definitiva affermazione alla Juventus, in allenamento al Campo Combi con, alla sua destra, Mattrel, il tecnico Broćić e Charles

Arriva alla Juventus nell'estate del 1955. Per l'esordio in Serie A deve attendere la trasferta del 1º aprile 1956 sul campo dell'Atalanta, in una partita terminata 1-1. Inizialmente Stacchini fatica ad affermarsi, perché l'allenatore gli preferisce Giorgio Stivanello, divenuto presto il titolare nel suo ruolo. Anche nella stagione successiva le cose non migliorano. Totalizza infatti solo 3 presenze, tanto che la dirigenza bianconera pare intenzionata a cederlo definitivamente.
Tuttavia nel campionato 1957-1958 il nuovo allenatore juventino, lo slavo Ljubiša Broćić, gli concede la propria fiducia, cominciando a schierarlo spesso titolare. Sono intanto arrivati a Torino fuoriclasse del calibro di Omar Sívori e John Charles. La consacrazione definitiva di Stacchini avviene il 17 novembre 1957 a Bologna. L'ala romagnola gioca una partita eccellente, siglando un gol e servendo due assist; la strada per Stacchini è finalmente in discesa e diventa ben presto un elemento imprescindibile nel ciclo di successi del Trio Magico.
Rimane in Piemonte per dodici stagioni, mettendo a referto 279 presenze e 55 gol, di cui rispettivamente 236 e 44 in campionato; in maglia bianconera vince quattro scudetti, negli anni 1958, 1960, 1961 e 1967, e tre Coppe Italia, nel 1959, 1960 e 1965.
All'inizio della stagione 1967-1968, non rientrando nel progetto del club bianconero, viene dirottato alla squadra riserve con concessione della lista condizionata in attesa di un futuro trasferimento; dapprima vicino al passaggio ai concittadini del Torino, a loro offerto dal presidente juventino Vittore Catella dopo la morte di Luigi Meroni, viene infine ceduto in novembre al Mantova dove concluderà la stagione.
Ebbe quindi una breve parentesi con la Roma in occasione della Coppa delle Alpi 1968, prima di trascorrere gli ultimi anni della carriera agonistica nel Cesena, ritirandosi infine nel 1970.

#### Nazionale
Con la maglia della nazionale italiana esordisce il 13 dicembre 1958 nella partita interna contro la Cecoslovacchia, terminata col punteggio di 1-1. In azzurro conta 6 presenze e 3 reti, tutte nel periodo bianconero.

### Allenatore
Ha allenato l'Avezzano nella stagione 1982-1983, in Serie C2, venendo esonerato e sostituito a campionato in corso da Armando Rosati.
Nel 1992 Mauro Sandreani, tecnico in seconda del Padova, viene promosso alla guida della prima squadra; non possedendo il patentino di prima categoria per allenare in Serie B, gli viene affiancato Stacchini.

## Statistiche

### Presenze e reti nei club
| Stagione        | Squadra         | Campionato      | Campionato | Campionato | Coppe nazionali | Coppe nazionali | Coppe nazionali | Coppe continentali | Coppe continentali | Coppe continentali | Altre coppe | Altre coppe | Altre coppe | Totale | Totale |
| Stagione        | Squadra         | Comp            | Pres       | Reti       | Comp            | Pres            | Reti            | Comp               | Pres               | Reti               | Comp        | Pres        | Reti        | Pres   | Reti   |
| --------------- | --------------- | --------------- | ---------- | ---------- | --------------- | --------------- | --------------- | ------------------ | ------------------ | ------------------ | ----------- | ----------- | ----------- | ------ | ------ |
| 1955-1956       | Juventus        | A               | 7          | 0          | -               | -               | -               |                    | -                  | -                  | -           | -           | -           | 7      | 0      |
| 1956-1957       | Juventus        | A               | 3          | 1          | -               | -               | -               | -                  | -                  | -                  | -           | -           | -           | 3      | 1      |
| 1957-1958       | Juventus        | A               | 24         | 6          | CI              | 5               | 1               | -                  | -                  | -                  |             | -           | -           | 29     | 7      |
| 1958-1959       | Juventus        | A               | 25         | 4          | CI              | 1               | 0               | CC                 | 2                  | 0                  | -           | -           | -           | 28     | 4      |
| 1959-1960       | Juventus        | A               | 28         | 8          | CI              | 2               | 1               | -                  | -                  | -                  | -           | -           | -           | 30     | 9      |
| 1960-1961       | Juventus        | A               | 28         | 2          | CI              | 3               | 0               | CC                 | 0                  | 0                  | -           | -           | -           | 31     | 2      |
| 1961-1962       | Juventus        | A               | 26         | 5          | CI              | 4               | 2               | CC                 | 6                  | 1                  | CM          | 6           | 4           | 42     | 12     |
| 1962-1963       | Juventus        | A               | 29         | 3          | CI              | 2               | 0               | -                  | -                  | -                  | CdA         | 2           | 0           | 33     | 3      |
| 1963-1964       | Juventus        | A               | 25         | 4          | CI              | 1               | 0               | CdF                | 3                  | 2                  | -           | -           | -           | 29     | 6      |
| 1964-1965       | Juventus        | A               | 22         | 6          | CI              | 5               | 1               | CdF                | 5                  | 1                  | -           | -           | -           | 32     | 8      |
| 1965-1966       | Juventus        | A               | 14         | 5          | CI              | 0               | 0               | CdC                | 1                  | 0                  | -           | -           | -           | 15     | 5      |
| 1966-1967       | Juventus        | A               | 5          | 0          | CI              | 1               | 1               | CdF                | 2                  | 1                  | -           | -           | -           | 8      | 2      |
| Totale Juventus | Totale Juventus | Totale Juventus | 236        | 44         |                 | 24              | 6               |                    | 19                 | 5                  |             | 8           | 4           | 287    | 59     |
| 1967-1968       | Mantova         | A               | 15         | 0          | CI              | 0               | 0               | -                  | -                  | -                  | -           | -           | -           | 15     | 0      |
| 1968-1969       | Cesena          | B               | 19         | 2          | CI              | 2               | 0               | -                  | -                  | -                  | -           | -           | -           | 21     | 2      |
| 1969-1970       | Cesena          | B               | 14         | 0          | CI              | 2               | 0               | -                  | -                  | -                  | -           | -           | -           | 16     | 0      |
| Totale Cesena   | Totale Cesena   | Totale Cesena   | 33         | 2          |                 | 4               | 0               |                    | -                  | -                  |             | -           | -           | 37     | 2      |
| Totale carriera | Totale carriera | Totale carriera | 284        | 46         |                 | 28              | 6               |                    | 19                 | 5                  |             | 8           | 4           | 339    | 61     |

### Cronologia presenze e reti in nazionale
| Cronologia completa delle presenze e delle reti in nazionale ― Italia | Cronologia completa delle presenze e delle reti in nazionale ― Italia | Cronologia completa delle presenze e delle reti in nazionale ― Italia | Cronologia completa delle presenze e delle reti in nazionale ― Italia | Cronologia completa delle presenze e delle reti in nazionale ― Italia | Cronologia completa delle presenze e delle reti in nazionale ― Italia | Cronologia completa delle presenze e delle reti in nazionale ― Italia | Cronologia completa delle presenze e delle reti in nazionale ― Italia |
| Data                                                                  | Città                                                                 | In casa                                                               | Risultato                                                             | Ospiti                                                                | Competizione                                                          | Reti                                                                  | Note                                                                  |
| --------------------------------------------------------------------- | --------------------------------------------------------------------- | --------------------------------------------------------------------- | --------------------------------------------------------------------- | --------------------------------------------------------------------- | --------------------------------------------------------------------- | --------------------------------------------------------------------- | --------------------------------------------------------------------- |
| 13-12-1958                                                            | Genova                                                                | Italia                                                                | 1 – 1                                                                 | Cecoslovacchia                                                        | Coppa Internazionale                                                  | -                                                                     |                                                                       |
| 29-11-1959                                                            | Firenze                                                               | Italia                                                                | 1 – 1                                                                 | Ungheria                                                              | Coppa Internazionale                                                  | -                                                                     |                                                                       |
| 6-1-1960                                                              | Napoli                                                                | Italia                                                                | 3 – 0                                                                 | Svizzera                                                              | Coppa Internazionale                                                  | 1                                                                     |                                                                       |
| 13-3-1960                                                             | Barcellona                                                            | Spagna                                                                | 3 – 1                                                                 | Italia                                                                | Amichevole                                                            | -                                                                     |                                                                       |
| 25-4-1961                                                             | Bologna                                                               | Italia                                                                | 3 – 2                                                                 | Irlanda del Nord                                                      | Amichevole                                                            | 2                                                                     |                                                                       |
| 15-6-1961                                                             | Firenze                                                               | Italia                                                                | 4 – 1                                                                 | Argentina                                                             | Amichevole                                                            | -                                                                     | 46’                                                                   |
| Totale                                                                |                                                                       | Presenze                                                              | 6                                                                     |                                                                       | Reti                                                                  | 3                                                                     |                                                                       |

## Palmarès

### Giocatore

#### Club
- Campionato italiano: 4

Juventus: 1957-1958, 1959-1960, 1960-1961, 1966-1967
- Coppa Italia: 3

Juventus: 1958-1959, 1959-1960, 1964-1965

## Opere
- Lo scatto dell'ala - 15 anni di Juventus, Edizioni Damiano, 2007.